# Tłuczeń

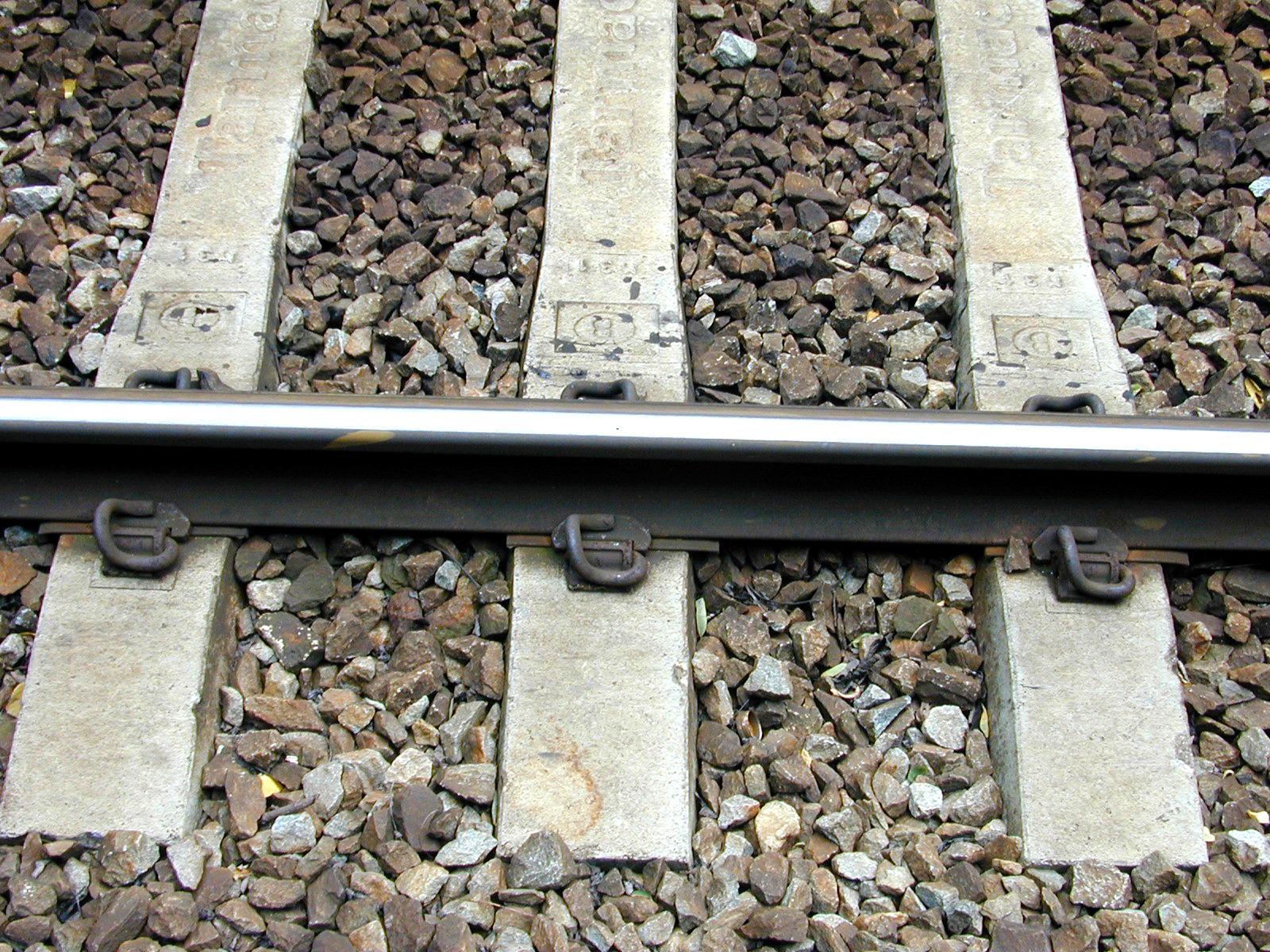
Tłuczeń wykorzystany jako podsypka pod tory kolejowe

Tłuczeń, szuter, szaber – rodzaj kruszywa naturalnego łamanego ze skały. Jego ziarna charakteryzuje szorstka powierzchnia; kształtem zbliżone są do ostrosłupa lub sześcianu.
Wykorzystywany do produkcji betonów oraz do nawierzchni drogowych i kolejowych.